# Sandracottus festivus
Sandracottus festivus är en skalbaggsart som först beskrevs av Johann Karl Wilhelm Illiger 1801.  Sandracottus festivus ingår i släktet Sandracottus och familjen dykare. Inga underarter finns listade i Catalogue of Life.